# Pereute lindemannae
Pereute lindemannae är en fjärilsart som beskrevs av Eduard Johannes Reissinger 1970. Pereute lindemannae ingår i släktet Pereute och familjen vitfjärilar. Inga underarter finns listade i Catalogue of Life.